# Gaëtane Thiney
Gaëtane Iza Laure Thiney, född den 28 oktober 1985 i Troyes, är en fransk fotbollsspelare som sedan 2008 spelar för den franska klubben Juvisy i den franska ligan. Hon deltog i det franska laget i Världsmästerskapet i fotboll för damer 2011, vilket är hennes första större internationella turnering. 